# Bunuri mobile din domeniul carte veche și manuscris clasate în patrimoniul cultural național al României aflate în județul Bistrița-Năsăud
Acestă listă conține bunurile mobile din domeniul carte veche și manuscris clasate în Patrimoniul cultural național al României aflate la momentul clasării în județul Bistrița-Năsăud.

## Tezaur
| Foto | Informații generale | Detalii tehnice | Descriere | Deținător                                      | Legături |
| ---- | --- | --- | --- | ---------------------------------------------- | -------- |
|      | Prologus in genesim// incipit ep[isto]la sancti hieronymi ad paulinu[s] presbyter//explicit biblia impressa venetiis p fra[n]ciscu[s] //de heilbrun et nicolau[s] de francofordia SOCIOS. // M. CCCC.LXXV.// Autor: Sf. Ieronim, P. Franciscus de Heilbrun, Nicolaus de Francofordia | Datare: 1475 Școală: P Francisc de Heilbrun și Nicolae de Francofordia Socios Dimensiuni: IN FOLIO (30cm);51R; (20x13cm) Material: hârtie filigranată                                                   | INCIPIT EP[ISTO]LA SANCTI HIERONYMI AD PAULINU[S] PRESBYTER EXPLICIT BIBLIA IMPRESSA VENETIIS P FRA[N]CISCU[S] //DE HEILBRUN ET NICOLAU[S] DE FRANCOFORDIA SOCIOS. // M. CCCC.LXXV.// | Biblioteca Județeană „George Coșbuc”, Bistrița | Cimec    |
|      | Beroaldus, Philippus Comentarij A Philip- // Po Beroaldo Condi- // Ti In Asinus Aureus Lucij Apuleij. //colofon: Impressum Venetiis Per Simonem Papiensem Dictum Biuliaquam Anno Domini Iesu Christi M.Ccccci. Die Xxix. Aprilis. Autor: Beroaldus, Philippus; Simonem Papiensem     | Datare: 1501 Școală: Papiensus, Simonus Biluaquam Dimensiuni: IN FOLIO (30 cm); 61 R. (24x21 cm) Material: hârtie filigranată                                                                           | | Biblioteca Județeană „George Coșbuc”, Bistrița | Cimec    |
|      | Valerius Maximus cum publici commenta // rio historico videlicet ac litterato oliuerii arzignanens, et fami // liari [...] Autor: Arzignanensis, Oliver (Coment.) Badius, Iodocus Ascensius (Coment. ed. com., tip.)                                                                 | Datare: 1510 Școală: Badius, Iodocus Ascensius Dimensiuni: IN FOLIO (28 cm); 59 R. (23x14 cm) Material: hârtie filigranată                                                                              | | Biblioteca Județeană „George Coșbuc”, Bistrița | Cimec    |
|      | M. Tulii // Ciceronis // De Amicitia. // De Senectute. // Paradoxa. // Cum Indice eorum, quae in // his tractantur. // Autor: Ciceronis, M. Tulii (Cicero, Marco Tullius) | Datare: ANNO 1521 Școală: EX AEDIBUS // SCHURE (Schurer Mathias) Dimensiuni: IN 8 (21cm); 27 R. (16X11cm) Material: hârtie filigranată                                                                  | | Biblioteca Județeană „George Coșbuc”, Bistrița | Cimec    |
|      | Hesichius Heyxioy Lexikon. // Hesychii Dictionarium. // Colofon: Venetiis in aedibus aldi et Andreae Soceri mense augusto M.D.XIIII. Duplicii commentatione: … // Autor: Manutius, Aldus (Ed., Tip.); Socerus, Andreas (Tip.)                                                        | Datare: 1510 Școală: Badius, Iodocus Ascensius Dimensiuni: IN FOLIO (30 cm); 56 R. (26x16 cm) Material: hârtie filigranată                                                                              | | Biblioteca Județeană „George Coșbuc”, Bistrița | Cimec    |
|      | Pausanias // Pausanias//; Pausaniae commentarii graeciam…// (F.1. verso) Autor: Pausanias | Datare: MENSE IULIO M.D.XVI. (luna iulie 1516) Școală: In Aedibus Aldi, et Andreae Soceri (Aldo Manuzio și Andrea Torresano) Dimensiuni: IN FOLIO (30CM); 51 R. (23X15 cm) Material: hârtie filigranată | | Biblioteca Județeană „George Coșbuc”, Bistrița | Cimec    |
|      | Sofocleoys tragodiai epta// […] // Tragodiae septem.// cum interpretationibus uestustis et// ualde utilibus.// [...] Autor: Sofocles | Datare: ANNO DOMINI M.D.XXII, SEXTO KAL. NOUEMBRIS (1522) Școală: PER HAEREDES PHILIPPI IUNTAE (Giunta Filippo) Dimensiuni: 38 R. (18X11 cm) Material: hârtie filigranată                               | | Biblioteca Județeană „George Coșbuc”, Bistrița | Cimec    |
|      | Biblia Sacra // Utriusque Testamenti, // et Vetus Qvidem post omnes omnium // Hactenus Aeditiones, Opera D. Sebast. Muntzeri Euul [...] | Datare: ANNO M.D.XXXIX. (1539) Școală: APUD CHRISTOPHORUM FROSCHOVERUM (Christoph Froschauer) Dimensiuni: IN 80 (23 cm); 42 R. (16x10 cm.) Material: hârtie filigranată                                 | | Biblioteca Județeană „George Coșbuc”, Bistrița | Cimec    |
|      | Barptholomaeo Vuestemero; Conciliatio// scripturae divinae et pa=trum ortodoxorum, extrema editio iam reuisaet aus cta, in qua est cernere, quid sacrosanta utriusq [...] Autor: Bartptholomeo Vuestemero autore                                                                     | Datare: [s.a.] ante 1939 Dimensiuni: in 8º (15 cm); 25R (11x7 cm) Material: hârtie filigranată | | Biblioteca Județeană „George Coșbuc”, Bistrița | Cimec    |
|      | Lavren= // tii Vallae viri tam grae // cae quam latinae linguae doctissimi, ele= // gantiarum libri omnes apprime uti // les [...] Autor: VALLA, LAURENTIUS (Valla, Lorenzo - autor)                                                                                                 | Datare: ANNO M. D. XXXVI (1536) Școală: IOANNES GYMNICUS EXCUDEBAT (Johann Gymnich I) Dimensiuni: IN 80 (16 cm); 33 R. (13x8 cm) Material: hârtie filigranată                                           | | Biblioteca Județeană „George Coșbuc”, Bistrița | Cimec    |
|      | Teocrit. Teokpi // toy eidyllia, toyte- // …Theocriti idillia, // hoc est, parua poëmata // XXXVI [...] Autor: Theocriti, Zachariae Calliergi, Andreae Cratandri | Datare: 1541 Școală: PER HAEREDES ANDREAE CRATANDRI Dimensiuni: in 8º (16 cm); 25R (12x8 cm) Material: hârtie filigranată                                                                               | | Biblioteca Județeană „George Coșbuc”, Bistrița | Cimec    |